# Gerhard Hirschfelder
Gerhard Franziskus Johannes Hirschfelder (ur. 17 lutego 1907 w Kłodzku, zm. 1 sierpnia 1942 w KL Dachau) – niemiecki ksiądz rzymskokatolicki dekanatu kłodzkiego archidiecezji praskiej, duszpasterz i obrońca młodzieży przed nazizmem. Aresztowany przez gestapo, zadręczony w niemieckim obozie koncentracyjnym. Męczennik Kościoła katolickiego za obronę wiary i człowieczeństwa, 19 września 2010 beatyfikowany w katedrze diecezji Münster.

## Życiorys

### Narodziny oraz inicjacja chrześcijańska
Gerhard Hirschfelder urodził się w najstarszej dzielnicy Kłodzka, przed dawną Bramą Zieloną – w mieszkaniu rodziców jego matki – o godzinie 16. Był nieślubnym synem właściciela kłodzkiego sklepu z tkaninami – Oswalda Wolffa, pochodzenia żydowskiego, oraz obchodnej krawcowej – panny Marii Hirschfelder (ur. 13 grudnia 1881, zm. 16 lutego 1939), córki litografa Augusta Hirschfeldera (ur. w 1841 w Głogowie) i Agnes z d. Schwantag (zm. 17 lutego 1939).
19 lutego 1907 został ochrzczony w kłodzkim kościele pw. Wniebowzięcia Najświętszej Marii Panny przez starszego wikariusza ks. Augustyna Bertmanna (otrzymał trzy imiona: Gerhard, Franziskus i Johannes). W obrzędzie liturgicznym uczestniczył jedynie ojciec chrzestny Franziskus Hirschfelder, mistrz szklarski (rodzony brat Marii), a brakujących świadków zastąpił miejscowy dzwonnik. Gerhard jako jedenastolatek w tym samym kościele parafialnym otrzymał sakrament bierzmowania (wówczas przyjął imię Benedikt).

### Dzieciństwo
Jako chłopiec Gerhard mieszkał początkowo w pobliżu kłodzkiego ratusza, dawnej ul. Szalejowskiej 10 (obecnie ul. Armii Krajowej 6), a po pięciu latach w budynku dawnego hotelu „Zum weissen Lamm” (aktualnie przy ul. Wojska Polskiego 6). Od dziecka najchętniej bawił się w odprawianie mszy, już wtedy wygłaszał „płomienne” kazania.

### Edukacja szkolna i gimnazjalna
Po ukończeniu sześciu lat rozpoczął edukację w szkole podstawowej (niem. Volksschule lub Knabenschule – nazwanej też ku czci ówczesnego burmistrza Kłodzka Franz-Ludwig Schule, przy dawnej ul. Wałowej (Wallstrasse), obecnie Szkoła Podstawowa nr 1 im. Adama Mickiewicza, ul. Zawiszy Czarnego 2). Po ukończeniu czterech klas miał kilkunastomiesięczną przerwę, po czym został uczniem Królewskiego Katolickiego Gimnazjum na Starym Mieście, które mieściło się w budowli byłego jezuickiego kolegium (niem. Staatliches Katholisches Gymnasium zu Glatz; aktualnie LO im. B. Chrobrego, ul. Wojska Polskiego 11). Przez osiem lat zdobywał tu naukę i formację. W dniu 3 marca 1927 zdał egzamin maturalny (świadectwo dokumentuje uzdolnienia muzyczne i graficzne, zawiera też ocenę niedostateczną z języka greckiego).

### Młodość
W okresie gimnazjalnym działał jako członek, a z czasem także moderator młodzieżowej grupy katolickiego ruchu eklezjalno-liturgicznego Quickborn-Arbeitskreis. Organizacja powstała w Nysie w 1909, a do 1933 na jej czele stał ks. prof. Romano Guardini; już w 1920 znano ją w całych Niemczech jako znaczący związek młodzieży katolickiej. Po wojnie organizacja ta stała się swego rodzaju protoplastą dla Ruchu Światło-Życie, tzw. oazy, ks. Franciszka Blachnickiego. Chrześcijańskie wartości oraz postawy pielęgnowane w Quickborn uformowały i zintegrowały osobowość Gerharda. Działalność w związku kontynuował także w okresie kleryckim.

### Studia teologiczne i święcenia kapłańskie
Bycie nieślubnym dzieckiem stanowiło przeszkodę kanoniczną na drodze do kapłaństwa (CIC z 1917 kan. 984 n. 1). Pomimo tego Gerhard otrzymał wymaganą prawem zgodę autorytetów kościelnych. W okresie od 4 kwietnia 1927 do 2 maja 1931 mieszkał na Ostrowiu Tumskim we Wrocławiu, w konwikcie studentów teologii. Został nawet wybrany dziekanem alumnów. Studia filozoficzno-teologiczne odbył na Wydziale Teologicznym Uniwersytetu Wrocławskiego (niem. Schlesische Friedrich-Wilhelms-Universität; środowisko uniwersyteckie tworzyło grono wybitnych profesorów, w latach 1902–1954 wydało m.in. aż jedenastu noblistów). W tym czasie z ziemi kłodzkiej, obok Gerharda, wywodziło się jeszcze trzech dalszych alumnów, którzy korzystali z dekanalnego wsparcia finansowego udzielanego przez Priesterhilfswerk.
Po przyjęciu czterech święceń niższych, w miesięcznych interwałach czasowych otrzymał kolejne trzy wyższe: subdiakonatu (22 listopada 1931), pięć tygodni później diakonatu (29 grudnia 1931); a 31 stycznia 1932 w katedrze wrocławskiej przyjął sakrament święceń z rąk metropolity wrocławskiego, ks. kard. Adolfa Bertrama (1914–1945). Pozostał jednak prezbiterem archidiecezji praskiej i podlegał jurysdykcji kościelnej ks. kard. Karela Kašpara (1932–1941). Odtąd należał do grona ok. 140 duchownych stanowiących prezbiterium kłodzkiego dekanatu i pruskiej części metropolii praskiej. Strukturę dekanatu tworzyło 55 parafii i 9 kuracji. W 1933 na ziemi kłodzkiej żyło 124 507 mieszkańców, tj. 107 228 katolików, 13 501 protestantów i 194 żydów. W 1941 160 tysiącom tutejszych katolików posługiwało ok. 104 księży diecezjalnych i 34 zakonnych.
Nieślubne pochodzenie ks. Gerharda Hirschfeldera spowodowało, że na mocy decyzji ks. prob. dr. Franza Monsego mszę św. prymicyjną neoprezbiter mógł celebrować 1 lutego 1932 jedynie w skromny, wręcz kameralny sposób (tzn. w gronie najbliższych). Oddalone o 24 km od Kłodzka miejsce eucharystycznej celebracji to kaplica Sióstr Służebnic Najświętszego Serca Pana Jezusa w niewielkim uzdrowisku Długopole-Zdrój. Na prymicyjnym obrazku ks. Gerhard umieścił wymowne motto: „Chrystus nasz Baranek Paschalny został zabity. Alleluja!”.

### Charyzmaty oraz duchowość kapłańska
Jako członek wspólnoty księży należących do międzynarodowego katolickiego Ruchu Szensztackiego (założonego w 1914 przez o. Józefa Kentenicha SAC), korzystał z charakterystycznej dlań duchowości, która ma charakter maryjny, pedagogiczny i apostolski. W Czermnej oraz Bystrzycy Kłodzkiej z wielkim oddaniem pełnił funkcję prezesa i kościelnego asystenta dla lokalnych wspólnot. Zwłaszcza dla międzynarodowego stowarzyszenia robotników nazywanego Rodziną Kolpinga (w trosce o godne życie rzemieślników i pracowników założył je w 1841 ks. Adolf Kolping). Ks. Gerhard najprawdopodobniej pozostawał w kontakcie z redemptorystami specjalizującymi się w misjach ludowych, szukając w ich duchowości religijno-pastoralnych wzorców. Od 1900 roku redemptoryści roztoczyli opiekę duszpasterską nad sanktuarium maryjnym w Bardzie. W aktach osobowych ks. Gerharda zachował się pośmiertny obrazek pochodzącego z Czermnej wybitnego redemptorysty Franza Xavera Franza (1864–1926). Rzadko spotykaną formę identyfikacji z duchowością zgromadzenia redemptorystów stanowi również podpis Gerharda Hirschfeldera zachowany na świadectwie pierwszej komunii świętej: „Kaplan Gerhard Majella Hirschfelder” (styczeń 1937).

### Posługa kapłańska
Dziesięcioletni okres kapłańskiego życia i działalności księdza Gerharda Hirschfeldera można podzielić na trzy etapy. Pierwszy stanowiła siedmioletnia praca wikariusza parafii Świętego Bartłomieja w Czermnej. Drugi etap to niespełna trzyletni okres posługi, zarówno na urzędzie wikariusza parafii Świętego Michała Archanioła w Bystrzycy Kłodzkiej, jak i duszpasterza młodzieży kłodzkiego dekanatu. Na trzeci, zaledwie dwunastomiesięczny etap życia, składa się: aresztowanie i pobyt w dwóch więzieniach – kłodzkim oraz wiedeńskim (1 sierpnia 1941 – 24 grudnia 1941), a także przez ponad siedem miesięcy w obozie koncentracyjnym Dachau (27 grudnia 1941 – 1 sierpnia 1942).

#### Wikariusz w Czermnej
Przez pierwsze siedem lat (1 kwietnia 1932 – luty lub październik 1939), jako 29. w historii wikariusz, ks. Hirschfelder posługiwał u boku proboszcza Augustina Hauffena (1885–1939). Zajmował się duszpasterstwem dzieci oraz młodzieży, a często zastępował chorego na cukrzycę proboszcza wielowsiowej parafii Świętego Bartłomieja w Czermnej. W 1933 Czermną zamieszkiwało 2041 osób, a cała parafia liczyła siedem wiosek i ponad 4400 wiernych. W pobliskiej Kudowie, jednym z czołowych uzdrowisk kardiologicznych ówczesnych Niemiec, żyło wówczas 1855 osób, a w 1939 już 2199.
Duszpasterze wiejskiej parafii Czermna, czyli tzw. „czeskiego kątka”, otaczali opieką duszpasterską ok. 4,5 tys. wiernych. Posługiwano w trzech kościołach, kaplicach czterech domów zakonnych, obiekcie Caritas, miejscach formacji młodzieży żeńskiej i męskiej, jak też podczas spotkań z ok. siedmioma bractwami czy wieloma stowarzyszeniami. Od 8 kwietnia 1932 do 12 lutego 1939 ks. Hirschfelder ochrzcił w kościele parafialnym aż 449 dzieci spośród wszystkich 634 osób ochrzczonych.
Na terenie parafii Czermna działało wiele stowarzyszeń o charakterze sportowym (Sportclub Preußen 23 z sekcją piłkarską i gimnastyczną, klub narciarski „Rauhreif” oraz Militär-Verein), czy też społeczno-kulturalnym (ochotnicza straż pożarna, grupa teatralna, skauci, Kreuzbund, Kolpingfamilie i Jungkolping). Przy kościele funkcjonowały: chór, Kongregacja Maryjna, Związek Katolickich Kobiet oraz stowarzyszenie młodzieży, które zostało zdelegalizowane z chwilą powstania Hitlerjugend.
Ks. Gerhard Hirschfelder miał w gronie kapłanów kilku przyjaciół i oddanych kolegów. Zdobył m.in. uznanie praskiego metropolity, przyjaźń ks. prob. Augustina Hauffena oraz popularność wśród młodzieży i dorosłych. Stał się niewygodny, zwłaszcza na polu formacji młodego pokolenia, dla propagujących przemoc ateistycznych liderów NSDAP, którzy forsowali kult wodza narodu jako „nowego mesjasza”. Pomimo iż z wioski Słone (części parafii Czermna) wywodził się czołowy polityk NSDAP, szewc Paul Skoda (1901–1945), to jednak pierwszoplanowym przeciwnikiem ideologicznym i głównym sprawcą prześladowania księdza Gerharda przez Gestapo był miejscowy przewodniczący NSDAP, Arno Rogard (pierwotne nazwisko: Rogowski, ur. 1895 w Dusznikach-Zdroju). Ten niewierzący faszysta pracował jako nauczyciel zarówno w Czermnej, jak i w ewangelickiej szkole w Kudowie-Zdroju.

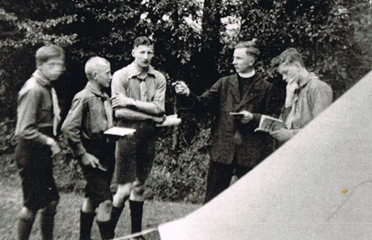
ks. Gerhard Hirschfelder ze skautami w Czermnej

Ksiądz Gerhard w ewangelicznym duchu wychowywał młodzież, a jego nauki, jak też misteria religijne oraz spektakle teatralne, cieszyły się dużym zainteresowaniem wśród ludzi. Pomimo nazistowskich ograniczeń, kontynuował formację liturgicznej służby. Próbowano go na różne sposoby zastraszać i powstrzymać. Gestapo stosowało inwigilacje, ostentacyjnie stenografowało kazania kapłana, wzywało go na przesłuchania. Ks. Gerhard kilkakrotnie został pobity przez faszystowskich bojówkarzy.
Broniąc transcendentnego charakteru osoby ludzkiej, w kazaniach nie występował wprost przeciw nazistom. Na miarę możliwości podtrzymywał duchowo członków zdelegalizowanych katolickich organizacji. Czynił to na wzór proroczej strategii założyciela Ruchu Szensztackiego, o. Józefa Kentenicha SAC. Podobnie jak ten pallotyn (w opinii św. Jana Pawła II ks. J. Kentenich to „jeden z największych kapłanów XX w.”), ks. Gerhard bronił duszy narodu, umacniając wiarę, pobożność i postawę modlitwy, przez co wznosił zaporę przeciwko szerzeniu się ideologii narodowosocjalistycznej. Wikariusz skupiał młodzież z Czermnej i pozostałych filialnych wiosek wokół wartości chrześcijańskich (gromadził ją na wspólnotową modlitwę przy licznych kapliczkach przydrożnych).

#### Wikariusz w Bystrzycy Kłodzkiej i duszpasterz młodzieży
Chrześcijańskie agere contra ks. Gerharda Hirschfeldera spowodowało, że został wzięty „pod lupę” i „na celownik” gestapo. Ponadto w roku przeniesienia do Bystrzycy Kłodzkiej, czyli na większą i w dodatku miejską parafię, na progu 1939 utracił dwie najbliższe osoby. Pierwszy bolesny cios przyszedł w dniu 16 lutego. W nurtach Nysy Kłodzkiej utonęła jego matka Maria, mając zaledwie 54 lata. Syn pochował ją osobiście, bowiem z powodu szantażu i nacisku nikt inny nie chciał tego uczynić. Następnego dnia zmarła jego babka Agnes (z d. Schwantag, ur. w Krzelowie k. Wołowa). Po przybyciu do Bystrzycy Kłodzkiej w sierpniu 1939 kapłan, świadom skali czyhających na niego zagrożeń, sporządził testament i w towarzystwie asekuracyjnym związanym z Unią Kapłańską „PAX” zawarł polisę ubezpieczeniową w kwocie 5 tys. marek, aby na wypadek śmierci finansowo wesprzeć arcybiskupi wikariat generalny w Kłodzku.

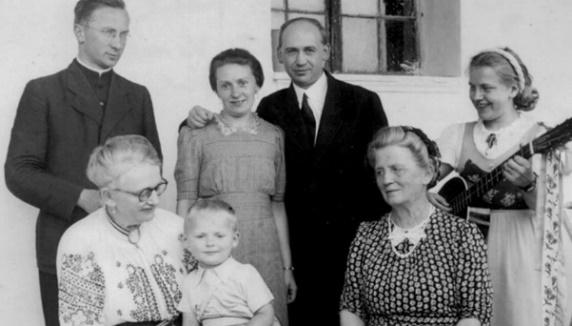
Ks. Gerhard Hirschfelder u rodziny Pabel w 1941 r.

W okresie od lutego 1939 do 1 sierpnia 1941, czyli przez niespełna 3 lata, na mocy decyzji ks. prob. dr. Franza Monsego (od 1937 kłodzkiego dziekana i przedstawiciela metropolity praskiego) ks. Gerhard posługiwał jako wikariusz parafii Świętego Michała Archanioła w Bystrzycy Kłodzkiej. Czynił to początkowo u boku ks. proboszcza Piusa Junga (1910–1940). Zmiana miejsca kapłańskiej posługi miała mu dać chwilę spokoju wobec nasilających się szykan ze strony nazistów. W parafii obok proboszcza posługiwało jeszcze dwóch prezbiterów. W październiku 1939 starszym wikariuszem został ks. Adolf Langer (1902–1965). Pochodził ze wsi Słone w czermnieńskiej parafii. Cieszył się autorytetem wśród duchowieństwa ziemi kłodzkiej i wyrastał na potencjalnego kandydata na urząd wielkiego dziekana kłodzkiego. Po śmierci proboszcza Junga, w styczniu 1940, został jego następcą aż do 1946. Księża Adolf i Gerhard znali się od studiów. Doskonale się rozumieli i nawet zaprzyjaźnili. Ks. Gerhard w działaniu nadal pozostawał konsekwentny. Na przełomie 1939/1940, w sytuacji usunięcia nauki religii ze szkół i gimnazjów, duszpasterz prowadził w kościele zajęcia formacyjne dla dzieci, a młodzież zapraszał do rodzinnych domów na tzw. „godziny wiary”. W lipcu 1939 został mianowany przez Wikariusza generalnego ks. prałata Franza Monse duszpasterzem młodzieży kłodzkiego dekanatu. Odtąd z jednej strony kierował spotkaniami osób odpowiedzialnych za formację młodego pokolenia w poszczególnych strefach dekanatu, a z drugiej organizował wspólnotowe pielgrzymki do Wambierzyc i na „Marię Śnieżną”. Uczestniczyło w nich po kilka tysięcy młodych ludzi z całej ziemi kłodzkiej. Niespełna dwa miesiące przed uwięzieniem, 8 czerwca 1941, odbyła się ostatnia wielka pielgrzymka do Wambierzyc, w której pomimo odbywających się równocześnie młodzieżowych ćwiczeń militarnych, udział wzięło aż 2300 dziewcząt i chłopców. Ksiądz Gerhard celebrował wówczas uroczystą Eucharystię i wygłosił kazanie.

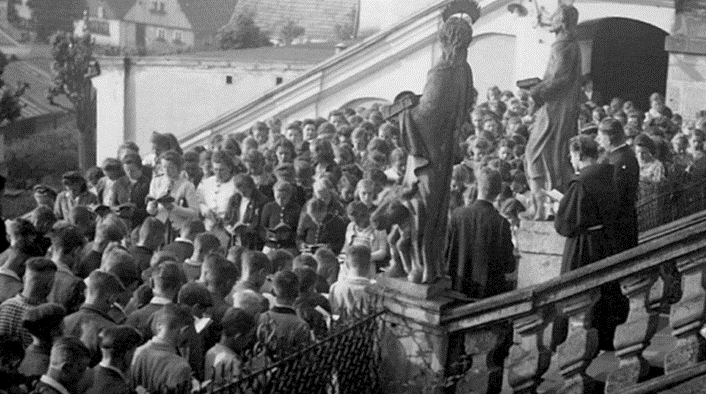
ks. Gerhard Hirschfelder przewodniczy pielgrzymce młodzieży do Wambierzyc

Przywódcy partii nazistowskiej zarzucali ks. Gerhardowi, że odciąga młodzież od organizacji partyjnych Hitlerjugend i Bund Deutscher Mädel. Coraz częściej był inwigilowany. Ostrzegano go, a groźby zamieniano w czyn. Stosowano taktykę podsłuchiwania kazań i przekazywania ich treści odpowiednim władzom. Z powodu antynazistowskich poglądów oraz jednoznacznych wypowiedzi duszpasterz młodzieży był ustawicznie śledzony i wielokrotnie przesłuchiwany przez gestapo. Tajna policja polityczna uznawała go za wroga narodu i III Rzeszy. W efekcie, na polecenie nazistowskich władz, bojówkarze z szeregów Hitlerjugend dokonali aktów profanacji małej architektury sakralnej, które poruszyły katolicką społeczność Bystrzycy Kłodzkiej (strzelano do pasyjki drewnianego krzyża przy alei spacerowej z miasta do wsi Wyszki i zniszczono głowy czterech świętych z przydrożnej osiemnastowiecznej kapliczki). W niedzielnym kazaniu, bezpośrednio po tych wydarzeniach, ks. Gerhard Hirschfelder, czyniąc aluzję do nazistowskiego reżimu, bronił sacrum dewastowanych symboli religijnych, służących pielęgnowaniu transcendentnego wymiaru osoby ludzkiej. Na koniec sformułował celną diagnozę: „Kto z serc młodzieży wyrywa wiarę w Chrystusa – jest przestępcą”. Powyższe słowa stały się bezpośrednią przyczyną aresztowania kapłana 1 sierpnia 1941 w Bystrzycy Kłodzkiej. Gestapo dokonało tego w sposób ostentacyjny, demonstrując pełnię władzy i kontrolę. Aresztowano go w trakcie prowadzenia dla młodzieży tzw. „godziny wiary” i przewieziono do kłodzkiego aresztu.

### Aresztowanie oraz pobyt w Dachau
Z grona ok. 140 księży kłodzkiego dekanatu co najmniej 30 duchownych (w tym 2 zakonników) spotykało się w latach 30. i 40. z represjami ze strony gestapo (częstymi inwigilacjami, przesłuchiwaniami, zakazem katechizowania czy wreszcie wysokimi karami finansowymi). W tym gronie obok ks. Hirschfeldera znajdowali się jego dwaj przyjaciele – ks. Adolf Langer (od 1940 proboszcz w Bystrzycy Kłodzkiej) i ks. Konrad Leister (1908–1981, pochodzący z okolic Bystrzycy Kłodzkiej; niedoszły doktor teologii; kaznodzieja, ewangelizator oraz literat; od 1940 proboszcz w Wójtowicach k. Bystrzycy Kł.).
Z wyjątkową starannością gestapo starało się „wyciszyć” zwłaszcza ks. Gerharda Hirschfeldera – duszpasterza młodzieży kłodzkiego dekanatu (o tę grupę społeczną niemieccy naziści zabiegali szczególnie). W roku 1941 Hirschfelder jako starszy wikariusz Bystrzycy Kłodzkiej przez ponad cztery miesiące, bez żadnego wyroku sądowego, pozostawał w kłodzkim więzieniu (1 sierpnia – 5 grudnia 1941). Pragnąc w pełni upodobnić się do Chrystusa i pozostać wiernym kapłańskiej misji, na własny użytek napisał tutaj Rozważania Drogi Krzyżowej. O duchu pasterskiej troski księdza Gerharda świadczy m.in. fakt, że tutaj spisywał komentarze do listów św. Pawła.
15 grudnia 1941, nadal mimo braku decyzji sądowej, został przewieziony koleją z Kłodzka – najpierw do więzienia w Wiedniu, gdzie przeżył m.in. wigilię Narodzenia Pańskiego. 27 grudnia 1941 – na okres niespełna ośmiu miesięcy – został osadzony w obozie koncentracyjnym KL Dachau (uwięziono tu 2796 księży, w tym aż 1780 z Polski). Na liście rzymskokatolickich kapłanów figuruje pod numerem 841, a jako więźnia KL Dachau identyfikował go obozowy znak z pięcioma cyframi 28972. Pierwsze dwa miesiące spędził w bloku nr 30 o zaostrzonym reżimie, przeznaczonym głównie dla księży polskich. Ostatnie, niepełne pięć miesięcy, od 24 marca 1942, na skutek pogorszenia się stanu zdrowia, przeżył już w lepiej wyposażonym bloku nr 26 dla księży niemieckich (z kaplicą i oficjalnie sprawowaną liturgią).

### Śmierć
Ksiądz Hirschfelder był wysokiego wzrostu i szczupłej budowy ciała. Nieludzkie i wyjątkowo twarde realia obozowego życia w KL Dachau ciężko nadwerężyły jego zdrowie. W konsekwencji znalazł się u kresu sił i po kilku dniach zmagań zmarł 1 sierpnia 1942. Swoje krótkie życie zakończył w obozowym lazarecie. Oficjalnie z powodu zapalenia opłucnej, a faktycznie skrajnego wyczerpania i niedożywienia. Odszedł w wieku niespełna 36 lat, przez dekadę sprawując funkcję kapłana. O fakcie zgonu komendant obozu, pismem z 10 sierpnia 1942 powiadomił jedynego członka rodziny, wuja Clemensa Hirschfeldera (zam. w Kudowie-Zdroju, Zakrze 72). Równocześnie władzom kościelnym w Kłodzku i Pradze nakazano cichy pogrzeb. W przesyłce z Dachau rzekomo znajdowały się prochy ciała ks. Gerharda Hirschfeldera, skremowane w dniu 4 sierpnia. Urnę pogrzebano w małej drewnianej trumnie na cmentarzu przy kościele parafialnym w Kudowie-Zdroju-Czermnej.

## Pamięć o ks. Gerhardzie

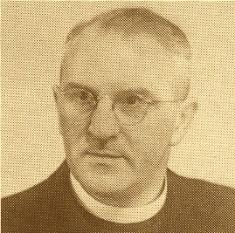
ks. Adolf Langer

Na wiadomość o męczeńskiej śmierci ulubionego wikariusza, wśród wiernych i wychowanków, samorzutnie rozwinął się kult jego osoby, zahamowany jednak w okresie powojennym przesiedleniem mieszkańców ziemi kłodzkiej do Niemiec. W diecezji Münster wierni przyjaciele – ks. Adolf Langer i ks. Karl Leister – zredagowali i opublikowali pierwsze wersje wspomnień i biogramów. Zwłaszcza rocznice kapłaństwa ks. Gerharda Hirschfeldera pielęgnowano podczas pielgrzymek wiernych hrabstwa kłodzkiego do sanktuarium Matki Bożej Bolesnej w Telgte. Starania na rzecz zachowania pamięci i dziedzictwa ks. Gerharda Hirschfeldera podejmowali także jego wychowankowie, uczestnicy pielgrzymek i zgromadzeń liturgicznych. W gronie tych ostatnich były m.in. Barbara Franke (1922–2012) i Elisabeth Kynast (1942–2020). W porozumieniu z ks. prałatem Franzem Jungiem (dziekanem kłodzkim w Niemczech) zainicjowały zbieranie świadectw i wspomnień o ks. Hirschfelderze. Pod koniec XX w., za pośrednictwem biskupa diecezjalnego Hradec Králové o. Dominika Duki OP, procesowe świadectwa oparte na dziewięciopunktowym kwestionariuszu zbierano także wśród byłych mieszkańców „czeskiego zakątka”, żyjących w Republice Czeskiej.

## Proces beatyfikacyjny
Jako duszpasterz młodzieży ks. Gerhard pozostał, szczególnie dla młodej generacji, wzorem przyjaźni z Chrystusem oraz gotowej oddać życie miłości pasterskiej. Jako młody chrześcijanin oraz świadek i obrońca chrześcijańskiej godności do dzisiaj jest on czczony przez Niemców, Polaków i Czechów.
Proces beatyfikacyjny Gerharda Hirschfeldera został otwarty 19 września 1998 w katedrze św. Pawła w Münster mszą św. koncelebrowaną pod przewodnictwem bpa Joachima Reinelta, biskupa diecezjalnego Miśni i Drezna, rodem z Nowej Rudy. 27 marca 2010 papież Benedykt XVI uznał zgon Kłodzczanina za śmierć męczeńską. Uroczystości beatyfikacyjne odbyły się 19 września 2010 w tej samej katedrze w Münster. Uroczystej koncelebrowanej liturgii przewodniczył tym razem metropolita Kolonii kardynał Joachim Meisner (urodzony we Wrocławiu). Koncelebransami Eucharystii byli trzej kapłani urodzeni w powiecie kłodzkim: były nuncjusz abp Erwin Josef Ender z Rzymu, Joachim Reinelt i ks. prałat Franz Jung z Münster oraz abp Dominik Duka OP prymas Czech i metropolita praski, bp Ignacy Dec ze Świdnicy i bp Felix Genn, biskup diecezjalny Münster. 10 października tegoż roku diecezja świdnicka (w Kudowie-Zdroju-Czermnej, Bystrzycy Kłodzkiej i Długopolu-Zdroju), dziękowała Bogu za dar dojrzałej miłości oraz świadectwo ewangelicznego życia duchowego przewodnika ziemi kłodzkiej – błogosławionego księdza Gerharda Hirschfeldera.

## Upamiętnienia i kult liturgiczny
Na wiadomość o śmierci w KL Dachau ks. Hirschfeldera, prezesa kłodzkiej Rodziny Kolpinga, Wilhelm Hanusch (wiceprezes tejże organizacji w Czermnej), pracujący jako drukarz w Dusznikach-Zdroju, w konspiracji (w domu rodzinnym) opublikował na papierze czerpanym 100 egzemplarzy Medytacji Drogi Krzyżowej autorstwa duszpasterza. Poza tym, pierwotny prosty grób (sporządzony według testamentalnej woli ks. Gerharda), w związku z uroczystością jego beatyfikacji, został przeniesiony w pobliże nawy kościoła parafialnego w Kudowie-Zdroju-Czermnej. Pomnik nagrobny wzniesiony z czarnego marmuru, posiadający inskrypcje wykonane w trzech językach (polskim, niemieckim oraz czeskim), otrzymał godne otoczenie.
W Kłodzku kapłanowi w pierwszą rocznicę beatyfikacji dedykowano ulicę (znajduje się ona niedaleko kościoła parafialnego i obu miejsc zamieszkania Hirschfeldera). Również pamiątkowe tablice upamiętniające księdza Hirschfeldera odsłonięto m.in. w: kościołach związanych z posługą kapłana, sanktuariach maryjnych przez niego odwiedzanych, a także kłodzkim więzieniu (w 2011, a kaplicę pod wezwaniem wybitnego kłodzczanina otwarto w 2019).
Cały kurs alumnów jednego roku studiów WSD w Świdnicy, jeszcze przed przyjęciem święceń kapłańskich w 2016, wybrał bł. ks. Hirschfeldera na swego patrona.
W Kudowie-Zdroju-Czermnej w dawnym domu Róży Rokitensky, przy ul. B. Chrobrego 49, istnieje ufundowany przez jej przedwojennych mieszkańców niewielki Dom Spotkań im. ks. Gerharda Hirschfeldera wraz z muzeum jego imienia, do 2020 prowadzony przez Elisabeth Kynast, wcześniej zaangażowanej w dążeniu do beatyfikacji ks. Hirschfeldera, w czym odegrała znaczącą rolę.
Wspomnienie liturgiczne bł. ks. Gerharda Hirschfeldera przypada na dzień 2 sierpnia w diecezji Münster, a 19 września w diecezji świdnickiej. Ks. Gerhard Hirschfelder, jako były duszpasterz wiernych „czeskiego zakątka” i męczennik KL Dachau, nie ma jednak swego miejsca w kalendarzu liturgicznym czeskich diecezji. Na portalach internetowych metropolii praskiej brakuje także jego biogramu.

## Szlak Błogosławionego Księdza Gerharda Hirschfeldera
Od 2011 istnieje, oznakowany tablicami informacyjnymi, kulturowo-turystyczny Szlak Błogosławionego Księdza Gerharda Hirschfeldera. Jego trzy gałęzie (etapy) oraz kolejne stacje tworzą miejscowości oraz obiekty sakralne (sanktuaria) związane z życiem i kapłańską posługą księdza. Oznakowanie szlaku stanowi czerwony krzyż łaciński z literą H na białym tle.
- Etap 1 (łącznie ok. 46 km): Kłodzko → Wambierzyce, kościół pielgrzymkowy Nawiedzenia Najświętszej Maryi Panny → Karłów → Czermna, grób bł. ks. G. Hirschfeldera → Kudowa-Zdrój.
- Etap 2 (łącznie ok. 45 km): Kłodzko → Zalesie, drewniany kościół Świętej Anny → Bystrzyca Kłodzka, kościół parafialny Świętego Michała Archanioła → Wyszki → Długopole-Zdrój → Igliczna, Sanktuarium „Maria Śnieżna”.
- Etap 3 (łącznie ok. 24 km): Sanktuarium „Maria Śnieżna” → Puchaczówka → Biała Woda → Marcinków → Konradów → Kąty Bystrzyckie, kaplica Błogosławionego Księdza Gerharda Hirschfeldera.

## Pisma
- Medytacje Drogi Krzyżowej z 1941, wydane w j. niemieckim: G. Hirschfelder, Kreuzweg-Gebete des Kaplan Gerhard Hirschfelder aus Habelschwerdt niedergeschrieben im Gefängnis zu Glatz i. J. 1941, Cloppenburg 1962, 1963.
- Kommentar zu den Paulusbriefen und Kreuzweg-Gebete. Aus dem Nachlass des Dieners Gottes Gerhard Hirschfelder, Münster 1999. pol. [Komentarz do listów Pawła i modlitw krzyżowych. Z dziedzictwa Sługi Bożego Gerharda Hirschfeldera]
- Cenzurowana korespondencja ks. G. Hirschfeldera z kłodzkiego więzienia (4 listy: 19 października – 14 grudnia 1941) oraz z KL Dachau (18 listów: 10 stycznia – 26 sierpnia 1942[37]).